# Eselshaupt
Eselshaupt nennt man auf Segelschiffen das obere Verbindungsteil zwischen Untermast und Stenge, zwischen zwei Stengen und auch zwischen Bugspriet und Klüverbaum.

## Geschichte und Entwicklung

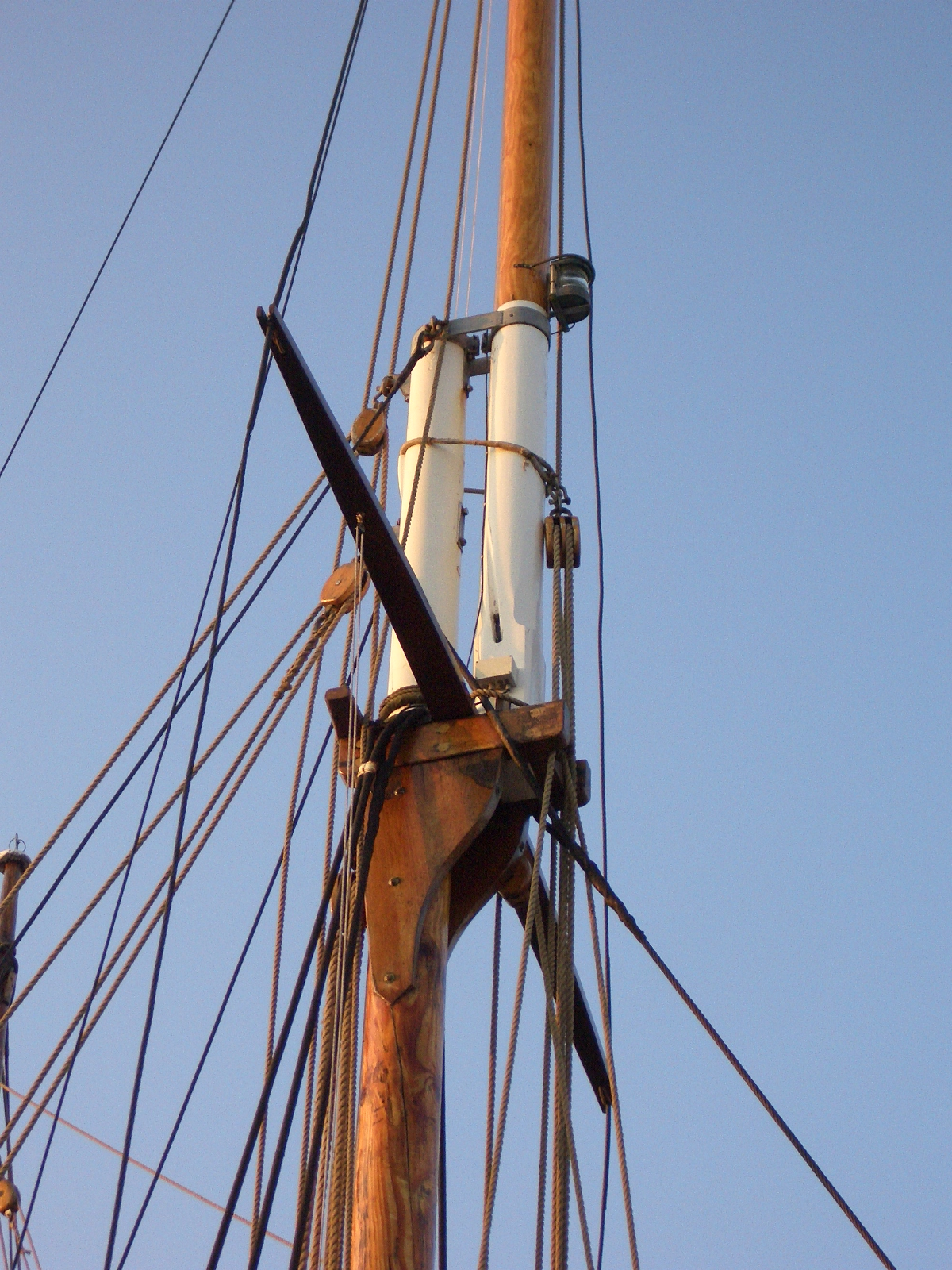
Masttop mit Saling und eisernem Eselshaupt

Seit Ende des 15. Jahrhunderts wurde die Höhe der bis dahin einteiligen Masten mittels angesetzter Stengen vergrößert, um mehr Segel fahren zu können. Um diese Verbindung steif zu gestalten, überlappen sich der obere Teil der unteren Spiere mit dem unteren Teil der oberen Spiere. Dieser Bereich wird Dopplung genannt, deren oberes Verbindungselement das Eselshaupt bildet. Bis weit ins 19. Jahrhundert war es aus Hartholz, häufig dem der Ulme. Zu Beginn desselben Jahrhunderts wurden die ersten Eselshäupter aus Eisenbändern gefertigt, die jedoch erst in der Zeit der stählernen Untermasten zur nächsten Jahrhundertwende auch in Stahlguss in allen Bereichen die hölzernen ersetzten. Die Benennung ist auf die ursprüngliche und auf dem europäischen Festland bis weit ins 18. Jahrhundert verbreitete geschwungene Form zurückzuführen, die mit einem Tierkopf assoziiert werden kann.